# یواس‌اس بوون (اف‌اف-۱۰۷۹)
یواس‌اس بوون (اف‌اف-۱۰۷۹) (به انگلیسی: USS Bowen (FF-1079)) یک کشتی بود که طول آن ۴۳۸ فوت (۱۳۴ متر) بود. این کشتی در سال ۱۹۷۰ ساخته شد.